# DJ Acckey on Club "whose connection"
「DJ Acckey on Club "whose connection"」は、ABCラジオで2013年1月5日から2017年3月25日まで放送された音楽番組。

## 番組概要
これは、誰かと音楽でつながる、クールなクラブミックスで大人の夜の時間をご提供する音楽番組。

## 放送時間
- 毎週土曜日 21:05 - 22:00
  - プロ野球シーズン中はABCフレッシュアップベースボール阪神戦のナイトゲーム中継延長の関係で番組が中止になったり30分の短縮版になることもあった。

## パーソナリティ
- DJ Acckey